# Hokan-Siouan
Hokan-Siouan naziv je za teoretsku veliku jezičnu porodicu Sjevernoameričkih Indijanaca, danas nepriznatu, koja je dobila ime po glavnim porodicama Hokan i Siouan, i uz njih je obuhvaćala još 9 porodica od kojih se većina sastojala od nekoliko jezičnih skupina. Velika porodica Hokan-Siouan granala se na: 
- 1) Caddoan sa skupinama:
  - Caddo
  - Pawnee
- 2) Hokan Stock /(kasnije je proširena u phylum) s porodicama: Chumashan, Coahuiltecan, Comecrudan, Guaycuran (Waicuri-Pericu), Jicaquean, Salinan, Serian, Tequistlatecan, Tlapanecan, Tonkawan, Washoan i Yurumangui (iz Kolumbije)/
  - Chimarikan
  - Esselenian
  - Kulanapan (Pomo)
  - Palaihnihan
  - Quoratean (Karok)
  - Sastean
  - Yanan
  - Yuman
- 3) Irokeški
  - s plemenima i jezicima Indijanaca Ataronchronon, Attiwandaronk (Neutral Nation; Nautralni Narod)), Cherokee, Coree, Erie, Honniasont, Huron, Irokezi, Meherrin, Neusiok, Nottaway, Susquehanna, Tionontati (Tobacco Nation; Duhanski Narod), Tuscarora, Wenrohronon.
- 4) Keresan
  - S Keres jezikom i plemenima.
- 5) Muskhogean
  - Muskhogean
  - Natchesan
  - Timuquanan
- 6) Siuski
  - sa skupinama Indijanaca Eastern Siouan (Catawba i drugi), Hidatsa s Crow, Assiniboin-Sioux, Chiwere, Dhegiha, Southern Siouan (Ofo i Biloxi), Mandan, Winnebago.
- 7) Tonikan
  - Attacapan
  - Chitimachan
  - Tonikan
- 8) Juči
- 9) Yukian.

## Vanjske poveznice
- The Language Database  Arhivirana inačica izvorne stranice od 13. ožujka 2010. (Wayback Machine)